# Лаунж (аеропорт)

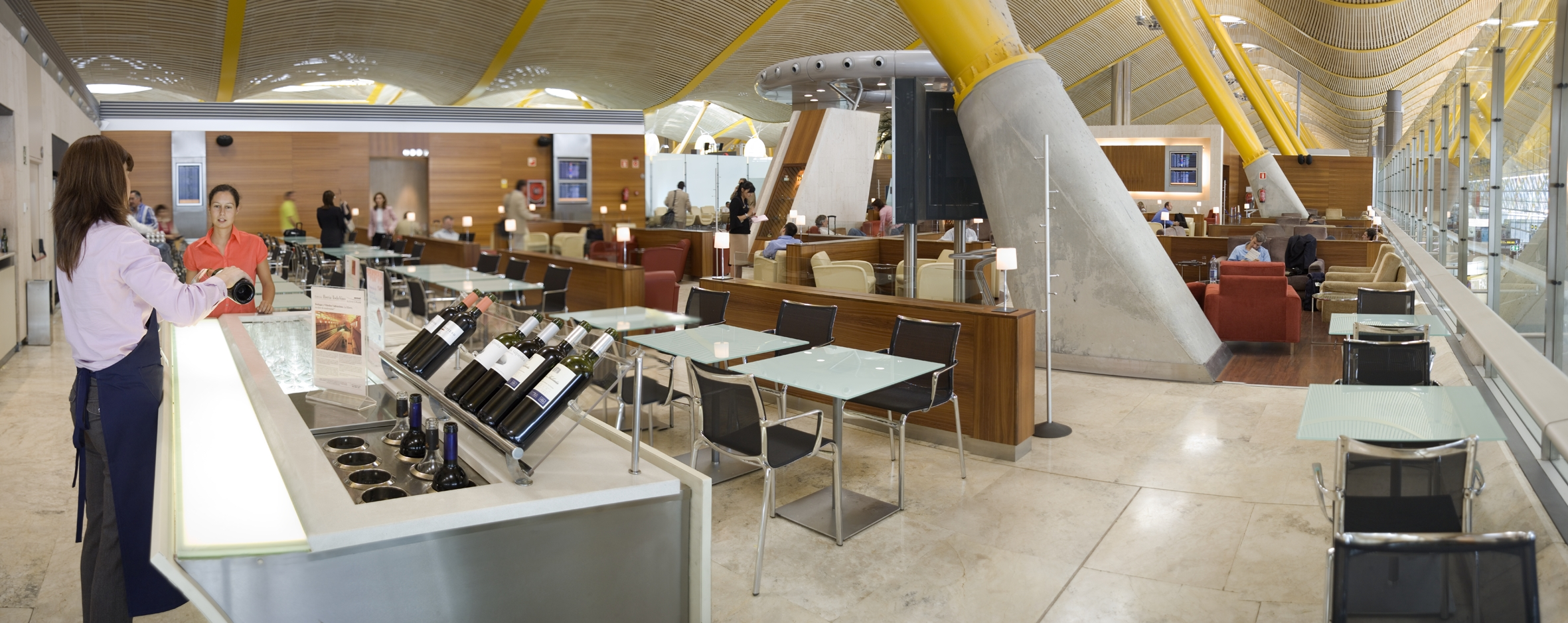
Зал відпочинку в аеропорту Мадрид-Барахас імені Адольфо Суареса

Лаунж-простір (зала відпочинку, лаунж-кімната, зала підвищеного комфорту) в аеропорті — об'єкт, який функціонує в багатьох аеропортах, що пропонує підвищений комфорт під час очікування авіарейсу. Лаунж-простір пропонують для певних пасажирів інші зручності, крім тих, які доступні в загальному просторі терміналу аеропорту, наприклад, зручніші місця для сидіння, тихіший простір, безкоштовні їжу та напої, часто кращий доступ до представників служби підтримки клієнтів. Деякі приміщення можуть включати приватні конференц-зали, телефони, бездротовий доступ до Інтернету та інші бізнес-послуги, а також засоби для підвищення комфорту пасажирів, журнали, душ.
Першою такою залою у 1939 році в аеропорту Ла-Гуардія в Нью-Йорку став лаунж-простір від авіакомпанії American Airlines. Тодішній президент компанії президент С. Р. Сміт задумав його як рекламний інструмент.

## Типи

### Зали відпочинку авіакомпаній

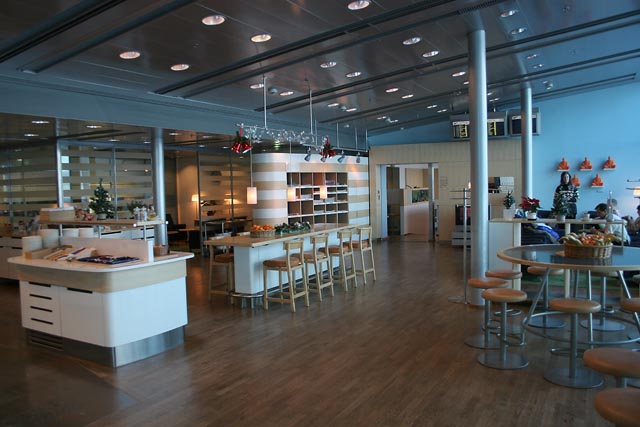
Стандартний бізнес-зал SAS в аеропорту Гельсінкі-Вантаа, Фінляндія

Авіакомпанії обслуговують власні зали відпочинку для пасажирів преміум-класу, як правило, тих, що літають першим і бізнес-класом, зі статусом постійних пасажирів високого рівня та тих, хто має кредитну картку преміум-класу.
Більшість великих перевізників мають один або кілька залів у своїх хабах і центральних містах, а також у великих аеропортах, які вони обслуговують. Авіакомпанії США — American (Admirals Club), Delta (Delta Sky Club) і United (United Club) — керують десятками залами, тоді як менші авіакомпанії, такі як Alaska Airlines (Alaska Lounge), зазвичай працюють лише з кількома залами відпочинку.
Авіакомпанії за межами Австралії та Північної Америки, як правило, не продають членство в лаунжі, а натомість резервують доступ до залу залу виключно для пасажирів, що літають часто, та пасажирів преміум-класу. Однак пасажир, який має членство в залі відпочинку в авіакомпанії одного з трьох основних альянсів авіакомпаній (Oneworld, SkyTeam або Star Alliance), може мати доступ до залів відпочинку інших членів цього альянсу. Наприклад, членство в Qantas Club надає доступ до залів відпочинку Admirals Club завдяки взаємній домовленості з American Airlines; так само член United Club або інші члени Star Alliance можуть отримати доступ до салонів Air Canada та Air New Zealand.
Однак нерідкі випадки, коли члени, які не є членами Альянсу, домовляються індивідуально про дозвіл користуватися кімнатами відпочинку один одного. Наприклад, хоч Alaska Airlines керує лише сімома лаунжами Alaska, її члени мають доступ до Admirals Club American Airlines (і навпаки). Проте учасники Alaska Lounge не можуть отримати доступ до залів інших учасників Oneworld, наприклад British Airways або Japan Airlines.
Кілька компаній, що займаються кредитними картками, пропонують власні фірмові лаунжі, доступні для певних власників карток. American Express управляє Centurion Lounges у Сполучених Штатах, а також HKG. JPMorgan Chase і Capital One оголосили про плани відкриття власних лаунжів для власників карток.

### Зали відпочинку з оплатою за використання
Приватні компанії, такі як Airport Dimensions від Collinson Group, Aspire Lounges від Swissport, Plaza Premium Lounge і Global Lounge Network, також керують загальними залами відпочинку з оплатою за використання. На відміну від залів відпочинку авіакомпаній, ці зручності відкриті для будь-якого мандрівника, який подорожує аеропортом, незалежно від класу квитка чи авіакомпанії, за умови сплати збору. Більшість пропонують лише денні абонементи, але деякі також пропонують щорічні та довічні членства. Доступ до лаунжів можна забронювати через онлайн-платформи, такі як LoungeBuddy, або, в обмежених випадках, одноденні абонементи можна придбати безпосередньо біля входу в зал.

### Зали відпочинку авіакомпаній для пасажирів першого класу

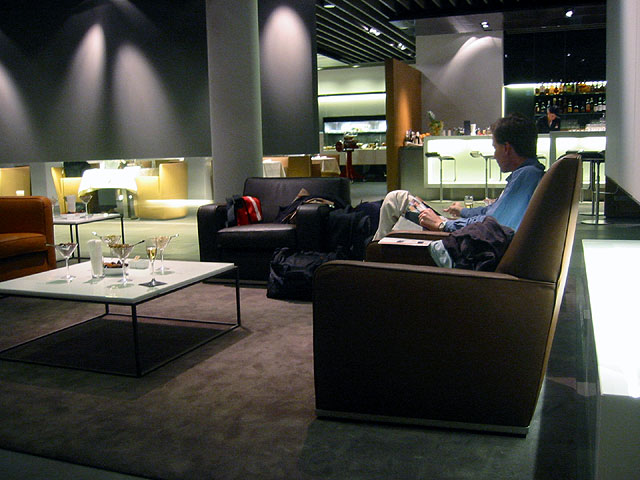
Зал відпочинку першого класу Lufthansa у міжнародному аеропорту Франкфурта, Німеччина

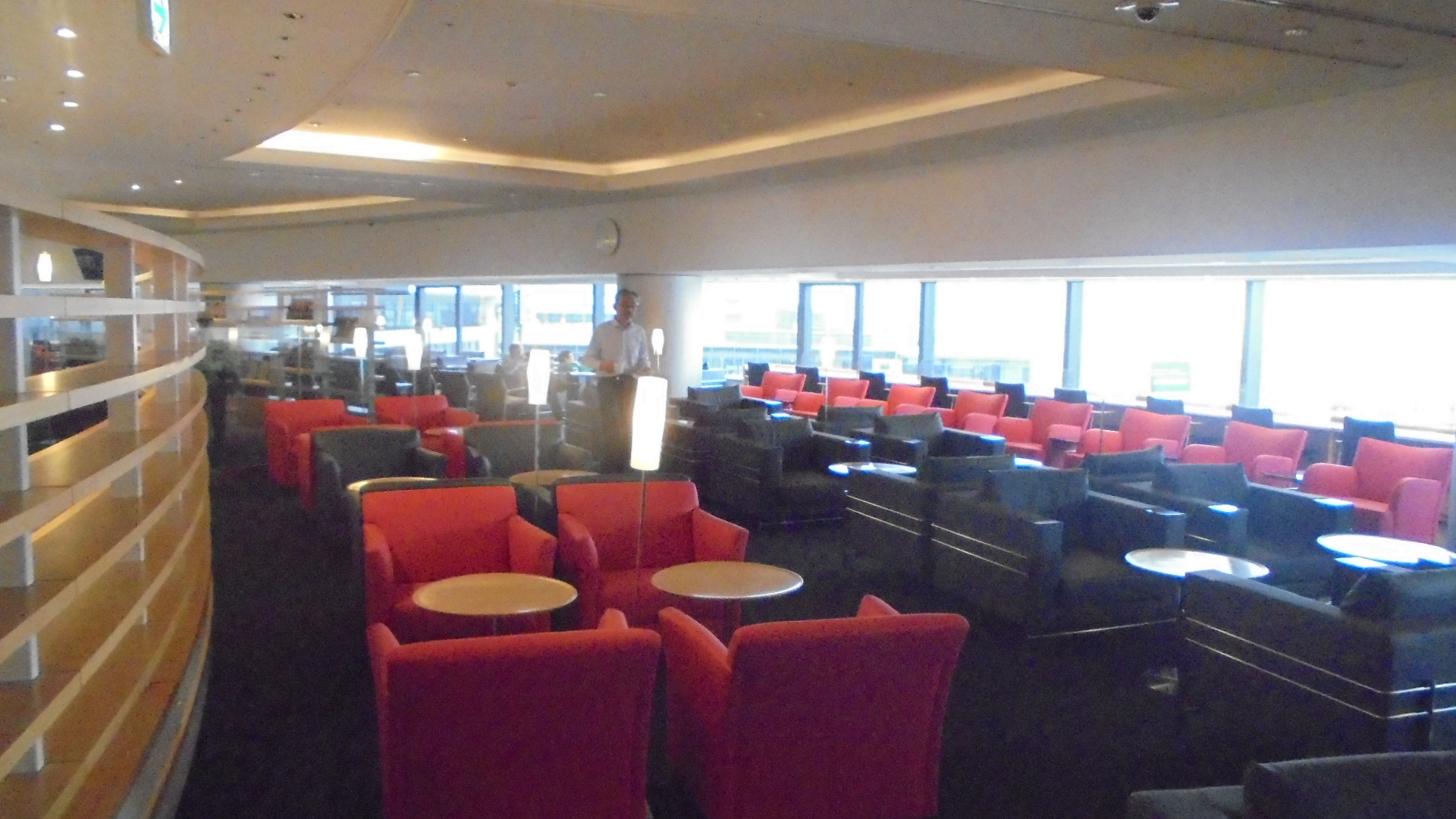
Delta Sky Club Lounge в японському міжнародному аеропорту Наріта

Для багатьох авіакомпаній зал відпочинку першого класу також буде запропоновано міжнародним пасажирам першого та вищого класів. Лаунжі першого класу, як правило, більш ексклюзивні та мають додаткові зручності в порівнянні з бізнес-класом, які більше відповідають європейській/азійській концепції залу відпочинку в аеропорту. У деяких випадках, коли зручності пропонуються лише в залі відпочинку бізнес-класу, пасажирам першого класу дозволяється користуватися бізнес-залом за бажанням. У будь-якому випадку, будь-хто, хто має доступ до лаунжу першого класу, майже автоматично отримує доступ до лаунжу бізнес-класу — наприклад, якщо супутник не в першому класі і не може бути гостем лаунжу першого класу. У більшості випадків авіакомпанії пропонують пасажирам першого класу безкоштовний квиток до стандартного лаунжу аеропорту. Деякі авіакомпанії пропонують «зали прильоту» для пасажирів, щоб прийняти душ, відпочити та поїсти після далекого міжнародного рейсу.

### Доступ до лаунжів

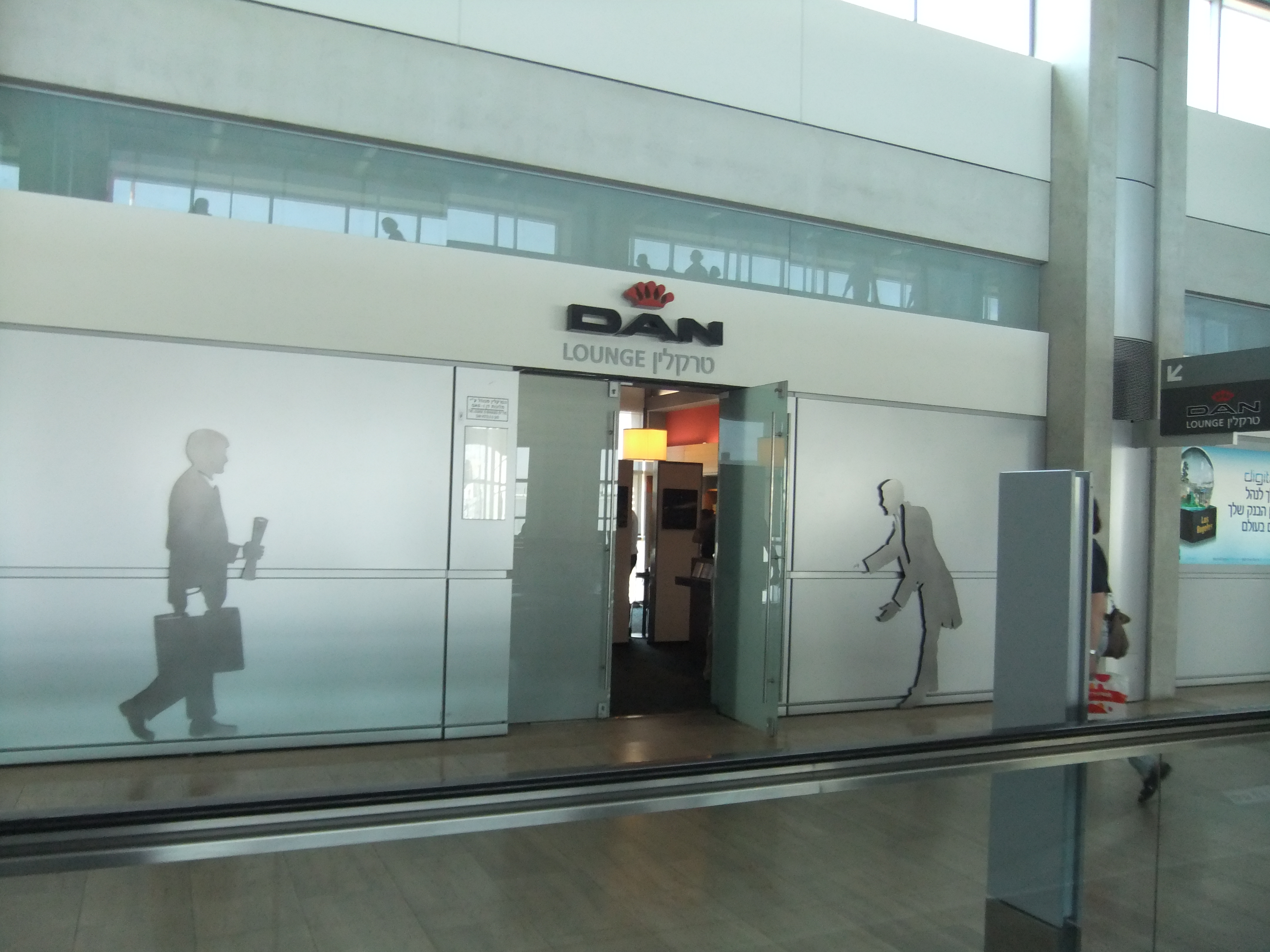
Вхід до лаунжу Dan в аеропорті Бен-Гуріон, Ізраїль. Зал відпочинку Dan доступний для пасажирів різних авіакомпаній, власників різних схем членства та пасажирів, що оплачують послугу на вході.

Доступ до залів аеропорту можна отримати кількома способами. В Австралії, Канаді та Сполучених Штатах поширеним методом отримання доступу є придбання річного або довічного членства, тоді як в Азії та Європі це зазвичай неможливо. Членські внески іноді знижуються для елітних учасників програми та можуть сплачуватися за допомогою миль. Деякі кредитні картки високого класу, пов'язані з мережею авіакомпаній або лаунжів, як-от кредитні картки Chase Sapphire Reserve, Delta Reserve і United MileagePlus Club, включають членство в Priority Pass і пов'язаний доступ до залу залу, доки ви володієте карткою.
Доступ до залу також можна отримати за допомогою картки статусу авіакомпанії, яка є поширеною в Європі. Найвищі рівні картки, пасажирам, які часто літають, пропонують доступ до будь-якого із залів відпочинку авіакомпанії або лаунжів авіакомпаній-партнерів, коли подорожуєте будь-яким класом подорожей будь-якою з авіакомпаній-партнерів (зазвичай потрібно, щоб власник картки був заброньований на одному з рейсів перевізника протягом наступних 24 годин). Більшість авіакомпаній також зазвичай пропонують безкоштовний доступ до залу відпочинку всім пасажирам преміум-класу (першого або бізнес-класу) у день подорожі; у Північній Америці це зазвичай доступне лише для пасажирів на міжконтинентальних або трансконтинентальних рейсах.
Незалежні програми, такі як Priority Pass, Lounge Key, пропонують доступ до вибраних залів відпочинку авіакомпаній за щорічну плату, тоді як Go Simply, Holiday Extras, LoungePass та деякі пропозиції незалежних та авіакомпаній лаунж-програм пропонують плату за використання та/або доступ за попереднім бронюванням без необхідності членства. Преміальні кредитні та платіжні картки, такі як Diners Club International, а також платіжні картки American Express Platinum і Centurion Card пропонують лаунж-програми для учасників. Деякі банки, як ABN Amro та HSBC, пропонують доступ до лаунжу для клієнтів преміум-класу. American Express також пропонує доступ до залів, що належать Priority Pass, і розширює власну лінійку лаунжів.

## Зручності

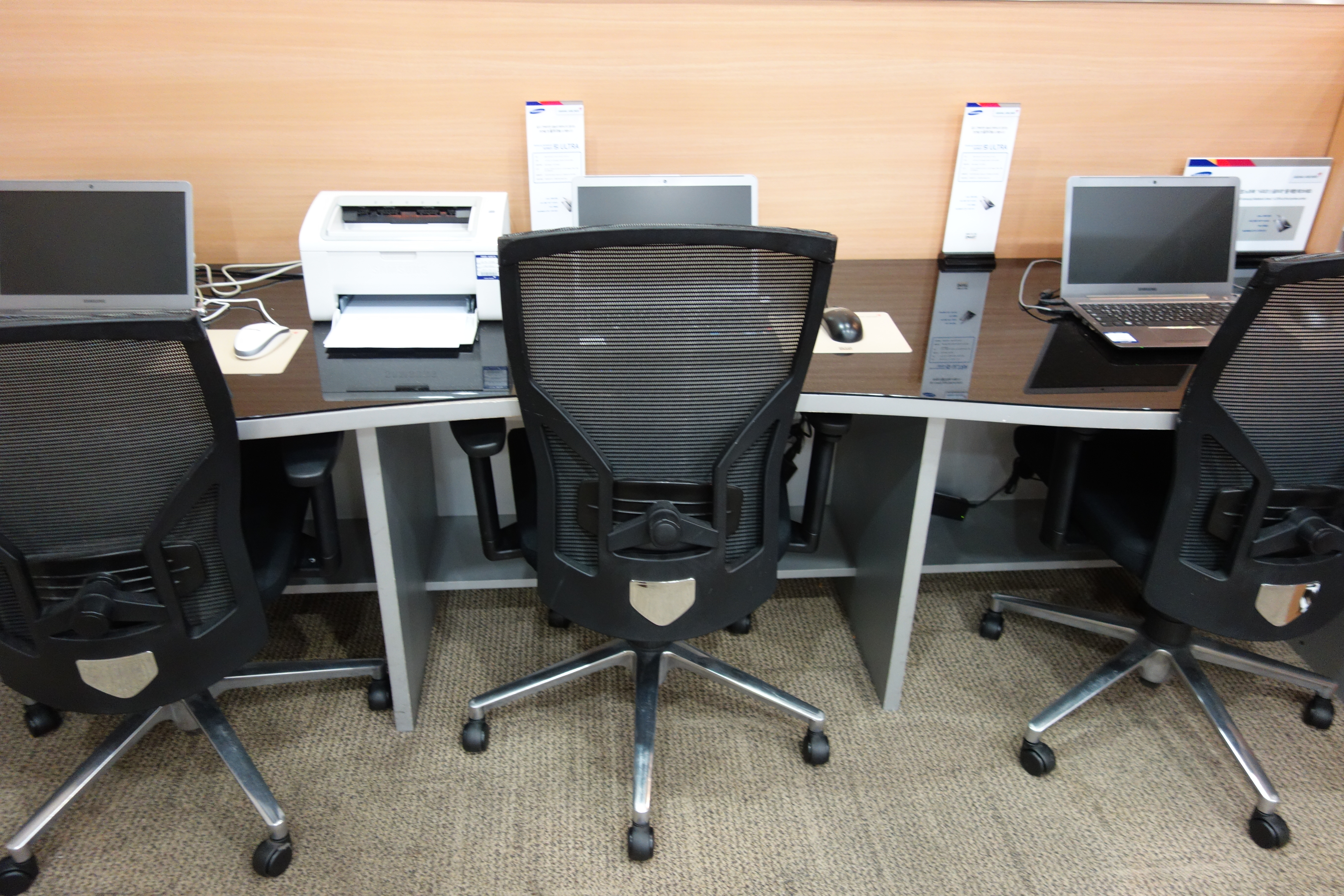
Комп'ютерні робочі станції в залі бізнес-класу Asiana в міжнародному аеропорту Гімхе в Південній Кореї

Окрім зручнішого сидіння, лаунжі зазвичай пропонують безкоштовні алкогольні та безалкогольні напої, а також легкі закуски, такі як фрукти, сир, суп, випічка та продукти для сніданку. У США і Канаді майже всі домашні лаунжі пропонують відкритий бар із домашнім пивом, домашнім вином. У США часто можна придбати напої преміум-класу, такі як імпортне пиво, алкогольні напої верхнього рівня, високоякісні вина та шампанське. У тих штатах США, де відкриті бари заборонені законом, напої не преміум-класу можна продавати за символічним курсом (наприклад, 1 долар за напій).
Інші зручності, як правило, включають монітори з інформацією про вильоти з аеропорту, телевізори, газети та журнали, душ, а також бізнес-центри зі столами, робочими станціями в Інтернеті, телефонами, копіювальним апаратом і факсом. Безкоштовний бездротовий доступ до Інтернету для відвідувачів також поширений.
В Азії, Європі та на Близькому Сході лаунжі (особливо для пасажирів першого класу) можуть пропонувати великий відкритий бар преміум-класу, повний гарячий та холодний шведський стіл, сигарні кімнати, спа-послуги та масажні послуги, фітнес-центри, приватні кабінки, кімнати для сну та душові.

## В Україні

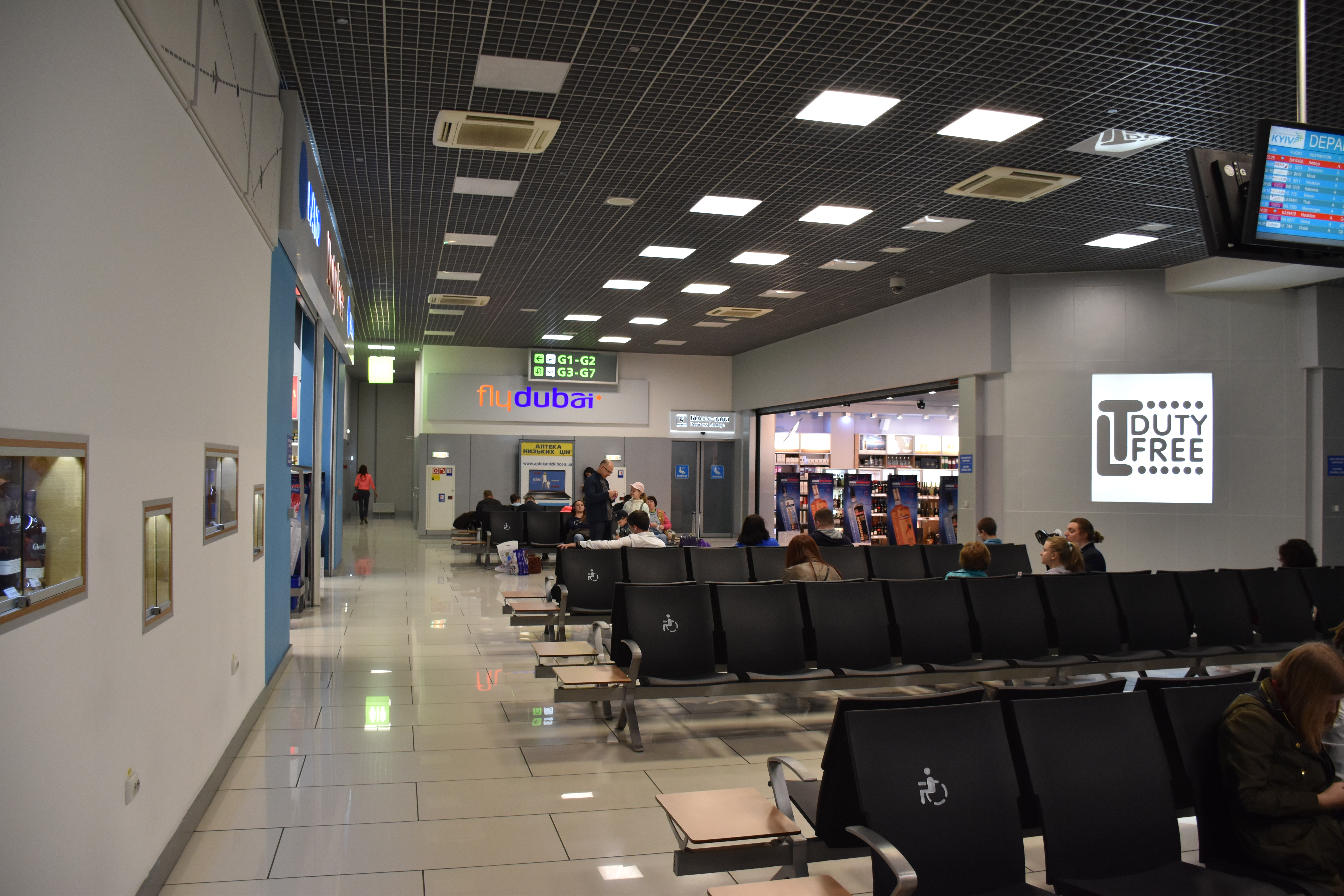
Зала очікування та вхід до лаунж-зали в аеропорті «Київ»

В наступних українських аеропортах наявні лаунж-зали:
- Міжнародний аеропорт «Бориспіль»: зала міжнародних вильотів, зала внутрішніх вильотів[17][18]
- Міжнародний аеропорт «Київ»: дві зали в терміналі міжнародних вильотів, одна зала — у терміналі внутрішніх вильотів[19][18]
- Міжнародний аеропорт «Львів»: зала міжнародних вильотів, зала внутрішніх вильотів[18]
- Міжнародний аеропорт «Харків»[18]

## Зали відпочинку в інших видах транспорту
Зручності, подібні до залів відпочинку в аеропортах, можна знайти на великих залізничних станціях (таких як салони відпочинку ClubAcela Amtrak), в основному для пасажирів міжміських або нічних поїздів першого класу.